# 2121
2121 (ММCXXI) е обикновена година, започваща в сряда според Григорианския календар. Тя е 2121-ата година от новата ера, сто двадесет и първата от третото хилядолетие и втората от 2120-те.